# Panoplie

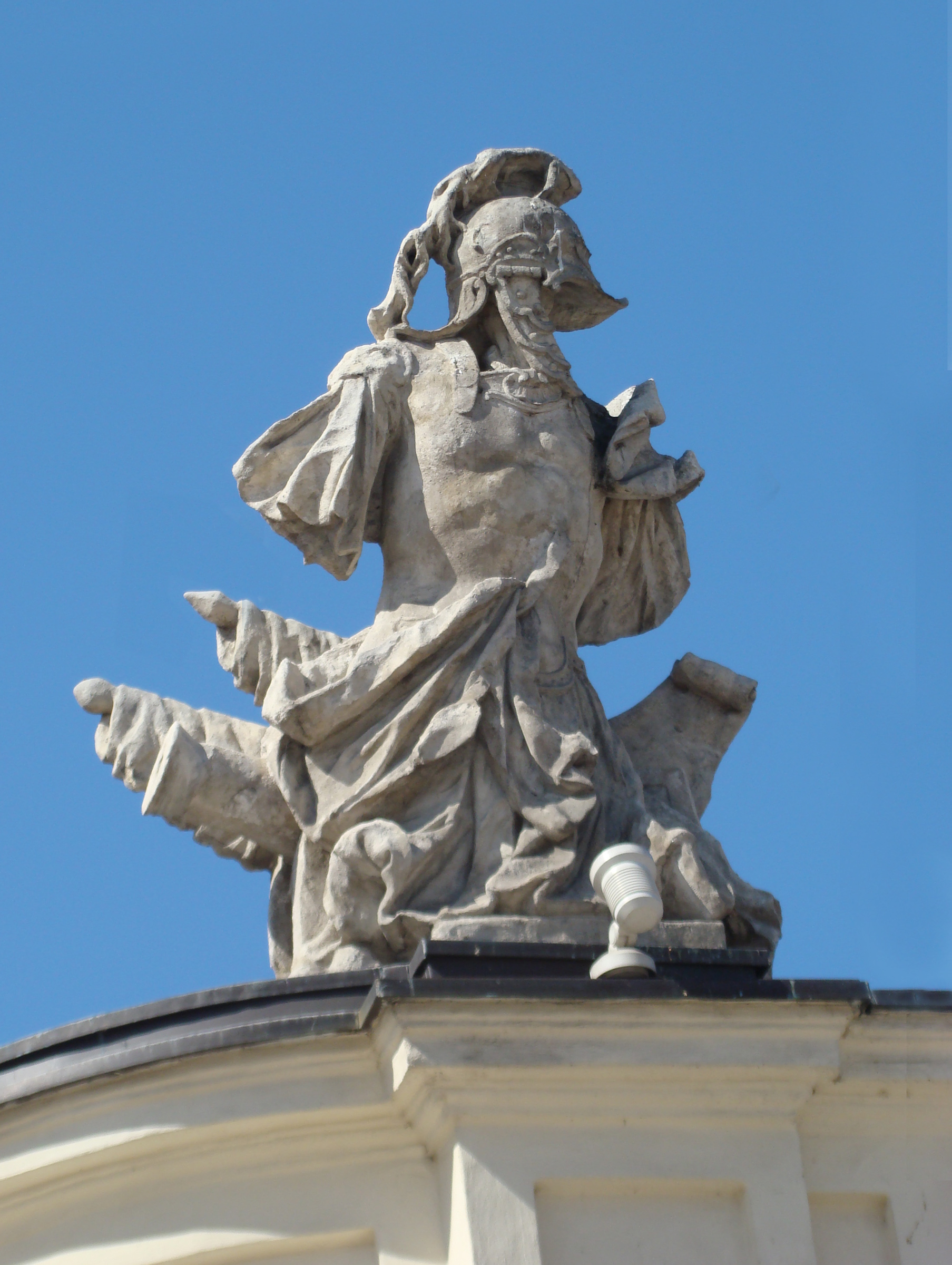
Panoplie auf dem Warschauer Potocki-Palast (18. Jh.)

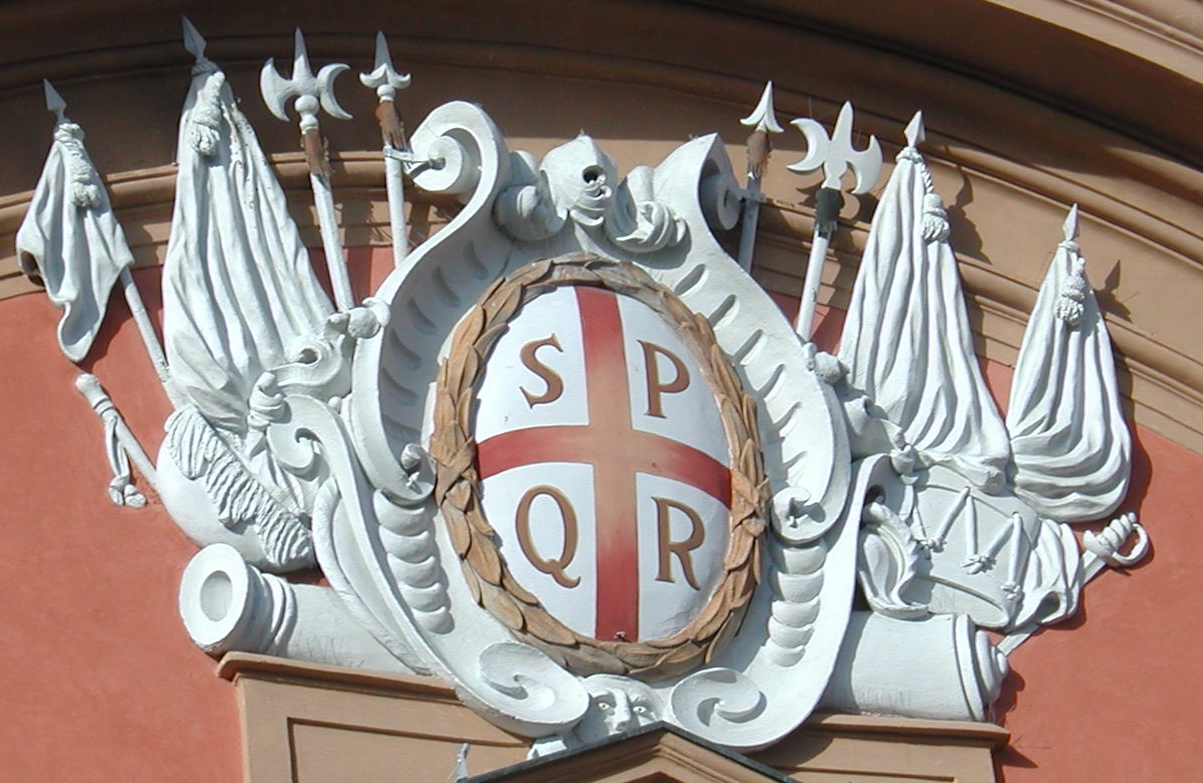
Wappen von Reggio nell’Emilia

Panoplie (griechisch πανοπλία) bezeichnet in der Kunst der Renaissance und des Barocks eine dekorative Komposition aus Elementen einer antiken Rüstung, Schilden, Waffen und Fahnen. 
Ursprünglich bezeichnete der Ausdruck die Ausstattung eines griechischen Hopliten. Im antiken Rom wurden nach einem Sieg die Beutewaffen unter der Rüstung des besiegten Befehlshabers dekorativ aufgestellt. In der Architektur der Renaissance und Barock wurden die in Stein gemeißelten Panoplien als Elemente der Ausschmückung der Fassaden und Innenräume verwendet. Die Panoplien erschienen oft wiederum in Wappen und Militärauszeichnungen dargestellt. 